# 吳平山越之戰
吳平山越之戰是三國時代吳軍收服丹陽郡山越人的軍事行動。
三國時代，分佈在今蘇、皖、浙、閩、贛山區的土著居民，統稱“山越”人。山越人居住的丹陽郡地勢險阻，與吳郡、會稽、新都、鄱陽四郡鄰接，其地周旋數千里，山谷萬重，山嶺出產銅鐵，自鑄甲兵；山越人民風好武習戰，崇尚氣力；開山赴險，抵突叢林，極為敏捷，吳國軍隊來攻時，“戰則蜂至，敗則鳥竄”。長期以來不服統治，吳為增強實力，強徵為兵，山越輒起反抗，丹陽地區尤甚。嘉禾三年（234年），諸葛恪認為丹楊山勢險要，民多而果勁，雖然以前發兵征討，奈何只得一些外縣平民歸降而已。所以諸葛恪自請到丹陽收服山越，以擴大兵源。吳大帝孫權任命他為撫越將軍、丹陽太守，授與棨戟武騎三百。拜將完畢後，孫權下命諸葛恪隆而重之地歸家，當時諸葛恪只得三十二歲。
諸葛恪到達丹陽後，他采用武力圍困與招撫並用的方針，命令各郡嚴守疆界，嚴肅法紀，已歸順的山民，一律設屯聚居。隨後，他調集各路將領，派兵據守險要峪口，修築圍困工事，不與山越交兵，又令士兵全部搶收田野成熟的稻穀。山越人新穀無收，舊穀食盡，因饑饉而被迫出山歸降。諸葛恪又下令，對歸順的山民，不得隨意拘捕。有一縣令臼陽長胡伉因違令捆綁圖謀叛逆的山民，被諸葛恪斬首，因而大批山民紛紛歸降。到三年後，果然如同諸葛恪初時所奏得甲士四萬。諸葛恪自領一萬人，餘下的分給諸將。